# Bohumil Sixta
Bohumil Sixta (18. října 1932 Nosislav/Brno – 5. února 1952 Brněnská káznice) byl český duševně nemocný muž odsouzený v politickém procesu komunistickým režimem k trestu smrti a v roce 1952 popraven.

## Životopis
Narodil se v roce 1932 v Nosislavi, nebo Brně. Jeho rodiče byli hluboce věřící drobní rolníci. V Židlochovicích studoval na rolnické škole. Trpěl schizofrenií.

### Protikomunistická činnost
V letech 1948 až 1949 měl zničit několik vývěsních skříněk a byl podezřelý z toho, že v roce 1948 odstranil znak Rudé armády. V dubnu 1949 utekl z domu poté, co se dozvěděl, že je z těchto činů podezříván. O několik dní později byl ale nalezen ve Zruči nad Sázavou a vzat do vazby. V květnu 1949 byl z vazby propuštěn a vyšetřován na svobodě. V červnu 1949 však opět odešel z domu a následně úspěšně překročil hranici do Rakouska. Oblast, v níž hranici překročil, ale byla pod okupační kontrolou Sovětského svazu a po dopadení na rakouské straně byl převezen zpět do Československa. Poté byl tři měsíce držen v Židlochovicích. U soudu, který probíhal v září 1949, například uváděl, že k činu jej nabádala Panna Marie. Nedlouho poté mu byla diagnostikována schizofrenie. Znalci poté doporučili jeho převoz do Ústavu pro duševně choré v Brně. V listopadu 1949 do něj pak skutečně nastoupil, přičemž léčen měl být mj. elektrošoky. V prosinci 1949 byl propuštěn, když to vyžádala jeho matka. V té době byl již zbaven svéprávnosti.

### Spolupráce se Státní bezpečností, útěk a smrt

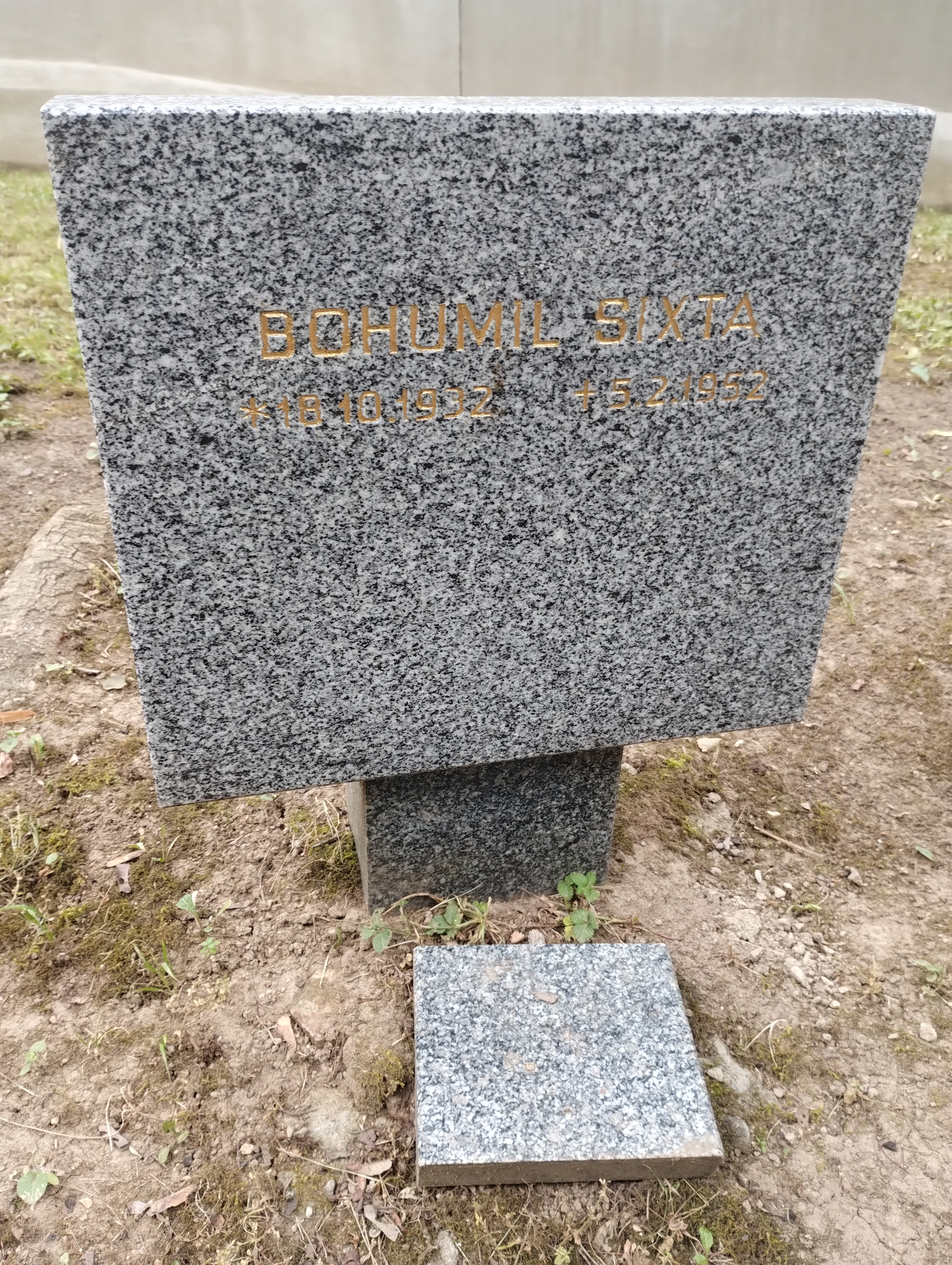
Symbolický náhrobek B. Sixty na Čestném pohřebišti v Ďáblicích

Příslušníci StB se poté pokusili Sixtovi nemoci využít a přimět jej ke spolupráci. Sixta s bezpečností spolupracovat skutečně začal a s agenty se pravidelně scházel na cestě mezi Židlochovicemi a Nosislaví. V listopadu 1950 ovšem dva z nich po setkání se Sixtou zemřeli a jeden další byl zraněn, přičemž Sixta z místa činu uprchnul. Zda střílel Sixta není dodnes zcela jasné (stejně jako to, kde by přišel k pistoli nebo se naučil střílet). Podle pozdější výpovědi (která byla ovšem pravděpodobně vyšetřovateli vynucena) poté odjel vlakem do Hrušovan a následně utekl do Polska. Podle své výpovědi měl přitom přeplavat řeku a přes obci Uherčice se dostat na Slovensko. Z Polska poté nicméně odeslal pohlednici svému švagrovi. Sixta byl poté v prosinci 1950 zatčen, když dopis doputoval až k příslušníkům StB. Ihned poté byl označen za vyléčeného (schizofrenie je přitom nevyléčitelná nemoc) a v srpnu 1951 odsouzen za trestné činy velezrady, vraždy a nedokonané vraždy k trestu smrti jako člen smyšlené skupiny Svobodná garda. Popraven byl v únoru 1952. Spolu s ním bylo k letitým trestům odnětí svobody odsouzeno několik dalších osob. Komunistický režim celý případ využil na zastrašení místních věřících rolníků v oblasti.

### Rehabilitace
V březnu 1991 byl Sixta částečně rehabilitován, když mu byl zrušen trest za trestný čin velezrady. V prosinci 1997 byl zrušen i rozsudek, který Sixtu odsoudil za vraždu.